# Avadharanahalli, Koratagere
Avadharanahalli là một làng thuộc tehsil Koratagere, huyện Tumkur, bang Karnataka, Ấn Độ.